# شهرستان شاتیان
شهرستان شاتیان (به لاتین: Shatian Township) یک شهرک در جمهوری خلق چین است که در Ningxiang City واقع شده‌است. شهرستان شاتیان ۷۴٫۲۲ کیلومتر مربع مساحت و ۳۴٬۰۰۰ نفر جمعیت دارد.